# Kölbelmühle

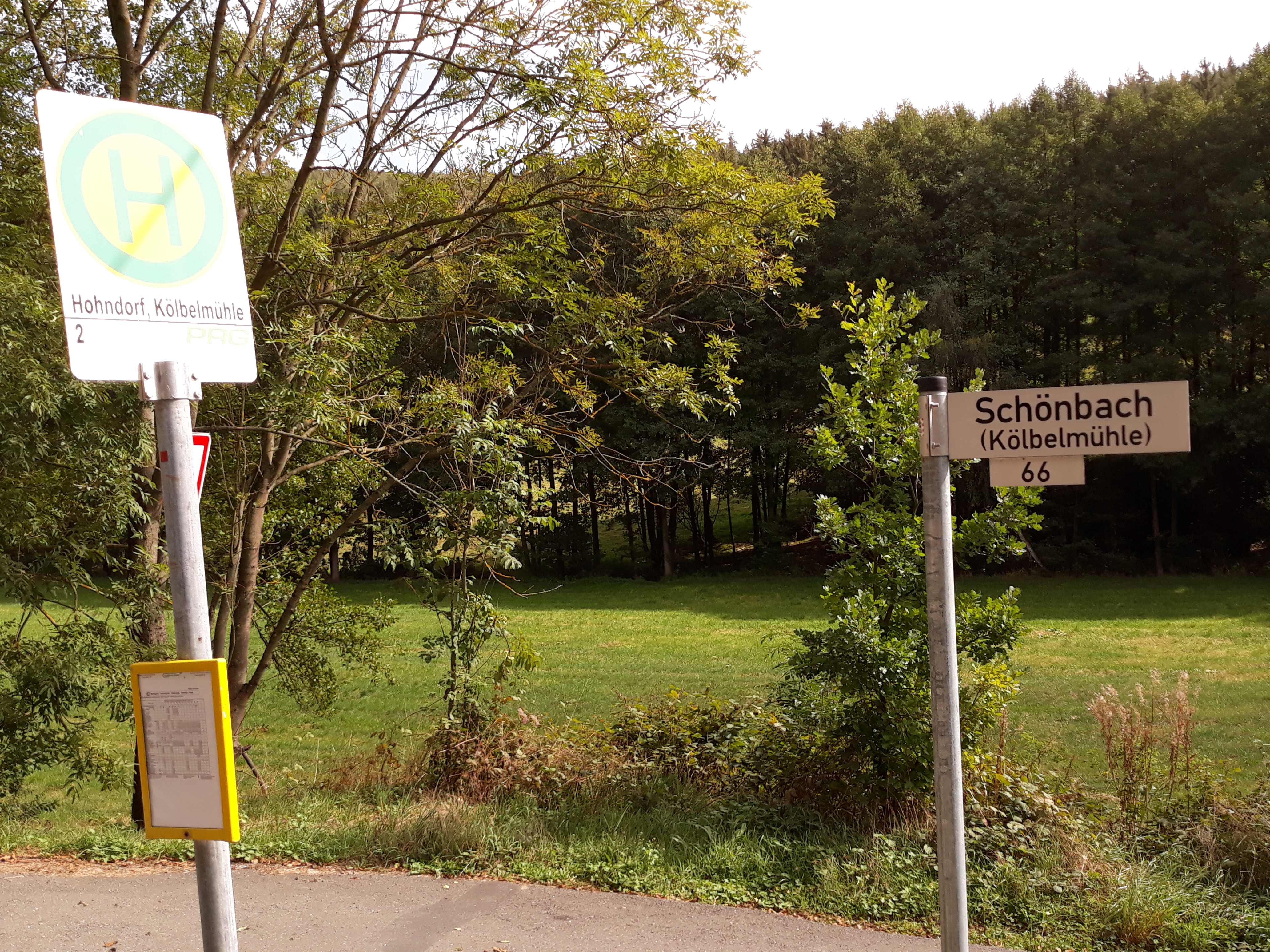
Unterschiedlich begriffene Zugehörigkeiten der Kölbelmühle zu Hohndorf und Schönbach

Die Kölbelmühle ist eine Einzelsiedlung des Stadtteils Cossengrün/Hohndorf/Schönbach der Stadt Greiz im Landkreis Greiz in Thüringen. Das Gehöft gehört zur Gemarkung Schönbach.

## Lage
Die Kölbelmühle liegt im Tal des Triebitzbachs. Schönbach liegt südöstlich, Eubenberg im Nordwesten und die Kesselmühle südlich. Die Grenze zu Sachsen ist nach Norden 200 Meter und nach Süden ca. 1000 Meter entfernt.

## Geschichte
Neben der Kesselmühle und der Steinermühle war die Kölbelmühle eines der Mahlwerke im Triebitzbachtal. Sie stellte Mehl für den Ort Schönbach her. Zum Ende des 19. Jahrhunderts beherbergte das Gebäude das Gasthaus "Zur Kölbelmühle". Der Hof wurde 1955 vom VEB Papierfabrik Greiz übernommen und zum Kinderferienheim "Willi Neumann" ausgebaut. 
Die Kölbelmühle gehörte anfangs zur Gemeinde Schönbach und kam darüber 1997 zur neuen Gemeinde Vogtländisches Oberland. Am 31. Dezember 2012 wurde diese aufgelöst, seitdem gehört die Kölbelmühle zur Stadt Greiz.

## Verkehr
An der Kölbelmühle führt die L 2342 von der Landesgrenze nach Bernsgrün vorbei. Die dortige Haltestelle der Personen- und Reiseverkehrsgesellschaft Greiz wird an zwei Tagen in der Woche von Bussen nach Elsterberg und Greiz bedient.